# Apoteóza Umění (Jan Harmensz. Muller)
Fáma uvádí Uměny na Olymp (Apoteóza umění) je mědiryt, který zhotovil roku 1597 nizozemský rytec Jan Harmensz. Muller podle předlohy Bartholomea Sprangera. Grafický list je součástí sbírky grafiky a kresby Národní galerie v Praze.

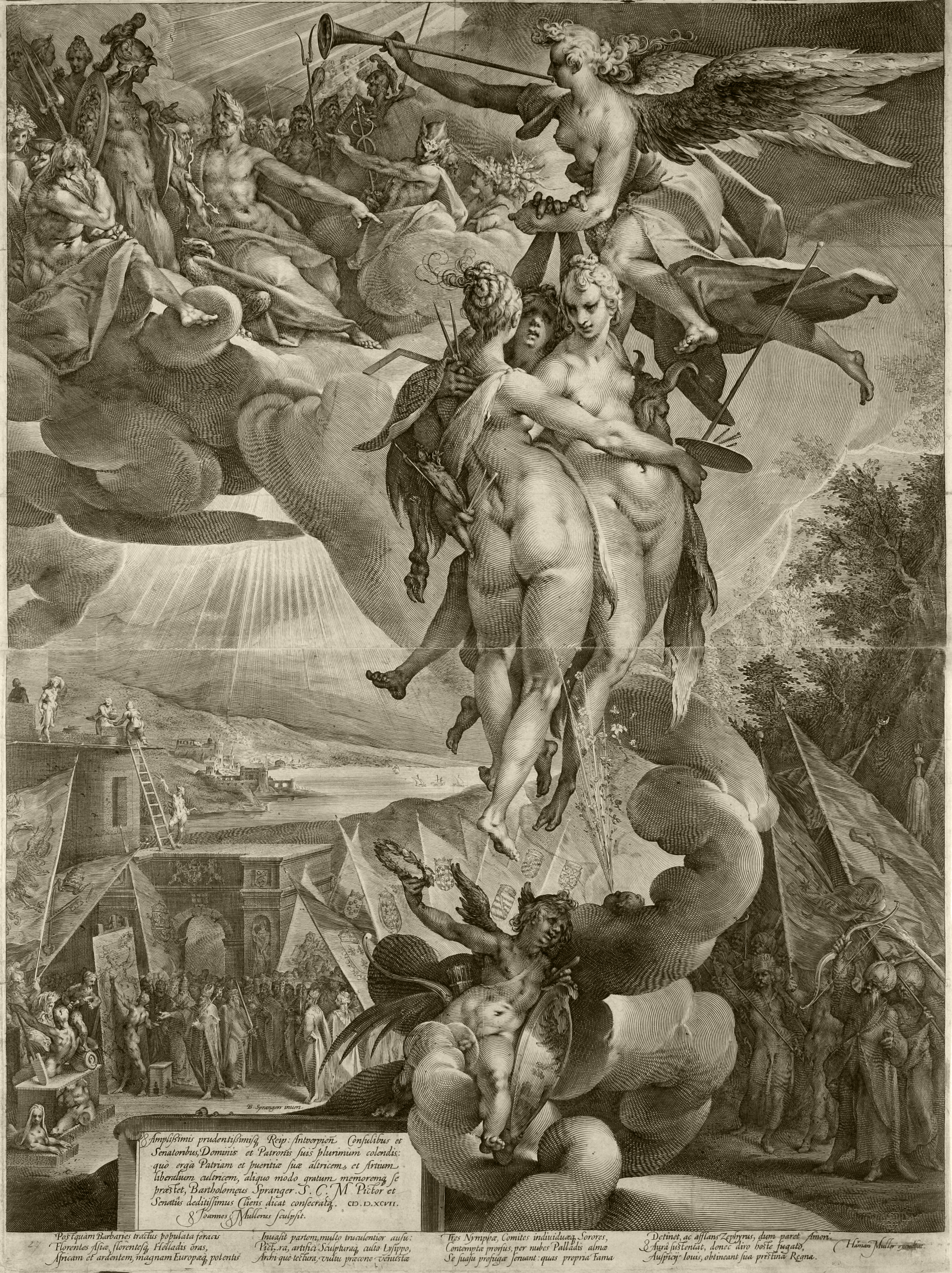
Jan Harmensz. Muller, Apoteóza Umění, Národní galerie v Praze

## Popis a zařazení
Mědiryt, soutisk ze dvou desek, III. stav. Horní část: deska 330 x 495 mm (papír 334x502 mm), dolní část: deska 343 x 497 mm (papír 357x502 mm). Nad rámečkem s dedikačním nápisem je uveden autor předlohy (B. Sprangers inven(tit)), v rámečku dole uveden rytec (Joannes Mullerus sculpsit). Pochází ze sbírek Dietrichsteinů na zámku Libochovice, inv. č. R 170750, R 170751.
Jan Harmensz. Muller, považovaný svými současníky za jednoho z nejlepších evropských grafiků, spolupracoval s umělci, kteří pracovali na dvoře císaře Rudolfa II. v Praze. Jak uvádí latinsky psaná dedikace, Bartholomaeus Spranger tuto rytinu, zhotovenou podle jeho vlastní předlohy, věnoval senátorům a konzulům Antverp jako dík za podporu umění a z vděčnosti k vlasti.
Samotná manýristická kompozice obrazu má několik vrstev děje a reaguje na bezprostřední ohrožení monarchie ze strany Osmanské říše. Ve středu obrazu tři Nymfy, představitelky Malířství, Sochařství a Architektury, pozdvihuje vzhůru do oblaku na nebeský Olymp bohyně slávy Fáma a zdola přispívá dechem bůh západního větru Zefyros (vítr symbolizují jarní květy). Ohrožují je střely tureckých vojáků, kteří jsou zobrazeni vpravo. Na oblačném Olympu očekává Nymfy vládce bohů Zeus, s jehož pomocí mají být nepřátelé poraženi, aby se Umění mohlo vrátit do opuštěných království. Mezi olympskými bohy po Diově pravici stojí jako ochránkyně umění Pallas Athéna a vedle ní Poseidón, po jeho levici božský posel Merkur, který byl velmi populární na dvoře Rudolfa II. (bývá zobrazován jako vynálezce Umění, někdy s malířskou paletou). Vlevo dole zástup pozemských vládců s prapory a znaky papeže, císaře, evropských zemí a měst hledí na malíře (Sprangera?), který maluje bohyni vítězství Níké s vavřínovým věncem a palmou vítězství v rukou. Také Amor, zobrazený ve středu obrazu, má v jedné ruce vavřínový věnec a druhou se opírá o štít s císařskou orlicí a dvojicí herkulovských sloupů. Nositelé poselství Níké a Amor tím sdělují, že císař a Umění nakonec společně porazí tureckou hrozbu.